# Manga café

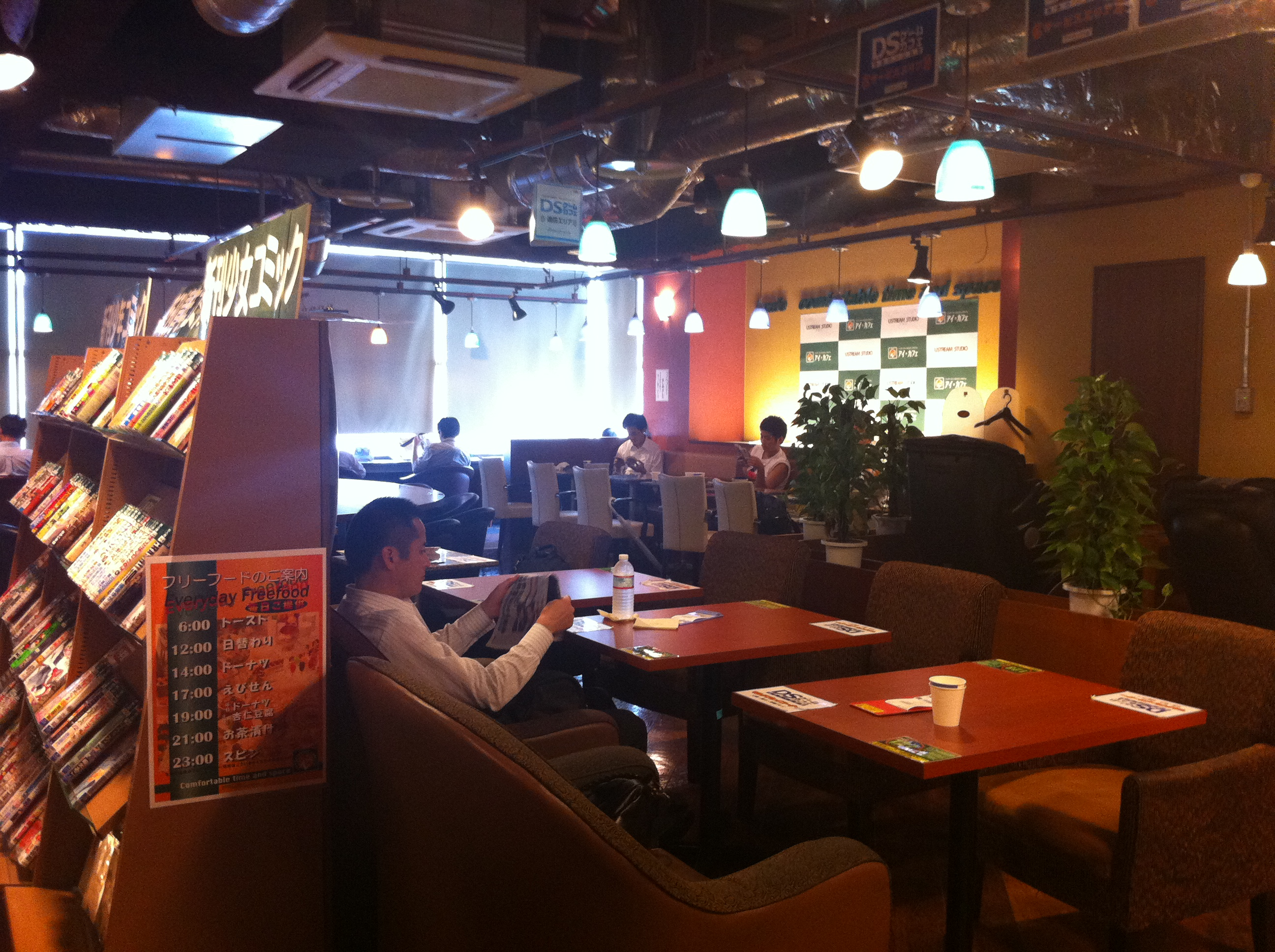
Manga kissa.

Un manga-café (en japonés: 漫画喫茶 o マンガ喫茶, manga kissa; siendo "kissa" la abreviatura de "kissaten", que significa café o cafetería) es un tipo de café en Japón donde la gente puede leer manga. La gente paga por el tiempo que permanezca en el café. La mayoría de manga-cafés también ofrecen acceso a Internet como cibercafés. Los servicios adicionales incluyen videojuegos, televisión, snacks y mucho más. Al igual que los cafés japoneses en general, fumar suele estar permitido.
Para reservar una hora, el coste es generalmente alrededor de 400 yenes, la mayoría de los lugares requieren que los clientes paguen esto como un mínimo.[cita requerida] Algunos manga-cafés ofrecen un servicio donde se puede descansar de noche.
También algunos japoneses sin hogar suelen pasar días en estos establecimientos (conocidos como: "Los refugiados de los cibercafés", siendo la razón principal el ser estos establecimeintos más baratos que un hotel).

## Servicios
- Asientos - asientos de lectura, espacio para no fumadores, sofá, sillón de masajes, sala de fiestas, con Internet, asiento doble, tatami, asientos reclinables.
- PC - grabadoras de disco, software de oficina, impresoras en color, fotocopiadora, TV.
- Servicios - películas y DVD, ducha, dardos, revistas, clase PC, CD de música, salón de manicura, mesa de billar, periódicos, televisión por cable, tenis de mesa, máquinas tragaperras, rayos UVA, Mahjong.

## Críticas
Recientemente, ha habido quejas de las empresas de distribución que dicen que los manga-cafés son injustos. Generalmente no se paga por la lectura de un libro, y debido a la naturaleza de la empresa un solo manga o novela gráfica se puede leer por hasta de 100 personas.[cita requerida] Los beneficios van directamente a los propietarios de la cafetería en lugar de los distribuidores propios del manga. (Las bibliotecas públicas evitan esta crítica, porque no recíben beneficios.) Cafés como GeraGera compiten con empresas como Kinko's para un correo electrónico y servicio de Internet rápidos.

## En ficción
- En el sexto episodio del anime Kanon 2006, el personaje Makoto Sawatari intenta conseguir un trabajo en un manga-café.
- Nakahara Misaki de la serie Bienvenidos de la NHK trabaja en un manga-café que posee su tío.
- En el último episodio de la serie de imagen real de One Pound Gospel la hermana Angela es engañada por Ueda-san para que lea 30 novelas en un manga-café.
- En el segundo OVA de la serie Danshi Koukousei no Nichijou, se puede observar como los personajes alegando a que tienen planes para Navidad, terminan todos encontrándose en un manga-café por casualidad.
- En el penúltimo episodio del anime My Dress-Up Darling, Marin invita a Gojo a un manga café para descansar un tiempo y protegerse del calor.